# خیابان ساری
خیابان ساری (نام دیگر: خیابان کارگر) بلندترین خیابان شمال ایران و از صنعتی‌ترین خیابان‌های خاورمیانه در شهر قائم‌شهر با درازای ۵٫۱ کیلومتر است که از میدان جانبازان در میانهٔ شرقی قائم‌شهر آغاز شده و به میدان طالقانی در مرکز قائم‌شهر می‌رسد. این خیابان به دستور رضاشاه پهلوی ساخته شد. نام اولیه آن «خیابان ساری» است و پس از انقلاب ۱۳۵۷، به صورت رسمی «خیابان کارگر» نیز نامیده می‌شود.
پیش از انقلاب ۱۳۵۷ در هر دو سوی خیابان چندین کارخانه و تولیدی ساخته‌شد و چنارهای بسیاری کاشته شد، اما اکنون وضعیت خوبی ندارند و چنارهای کمتری نیز قرار دارد.
بسیاری از مراکز خرید بزرگ، پارک‌های عمومی، رستوران‌ها، موزه‌ها، مراکز فرهنگی و دفاتر ملی و بین‌المللی در این خیابان قرار دارند. برخی از واحدهای تولیدی شرکت نساجی مازندران در این خیابان قرار دارد. این خیابان هم‌چنین از کانون‌های سنتی خرید قائم‌شهر است و ورزشگاه شهید وطنی، بیمارستان ولیعصر و بوستان ولیعصر نیز در کنارهٔ این خیابان جای دارد.